# Туманне Дно
Туманне Дно (англ. Foggy Bottom) — метонім, жартівлива назва Державного департаменту США. Походить від назви болотистої колись місцевості, на якій розміщується ця установа.